# Alice (programa)
Alice es un software educativo libre y abierto orientado a objetos con un entorno de desarrollo integrado (IDE). Está programado en Java. Utiliza un entorno sencillo basado en «arrastrar y soltar» para crear animaciones mediante modelos 3D. Este software fue desarrollado por investigadores de la Universidad Carnegie Mellon, entre los que destaca Randy Pausch.
La versión actual de Alice (3.1) puede ejecutarse en Microsoft Windows, Mac OS X y Linux.

## Jimeno
El programa se desarrolló prioritariamente para solucionar tres problemas fundamentales del software educativo:
1. La mayoría de los lenguajes de programación están diseñados para producir otros programas, cada vez más complejos. Alice está diseñado únicamente para enseñar a programar.
2. Alice está íntimamente unido a su IDE. No hay que recordar ninguna sintaxis especial. De todas formas, acepta tanto el modelo de programación orientada a objetos como la dirigida a eventos.
3. Alice está diseñada para el público que normalmente no se enfrenta a problemas de programación, tales como alumnos de secundaria, mediante un sistema de «arrastrar y soltar».

Al no existir en el entorno de programación Alice un editor del código de programación propiamente dicho, se sortean las dificultades inherentes al rigor sintáctico a los primeros pasos en la programación orientada a objetos. Se trata de que el árbol no nos impida ver el bosque. Algunos profesores han encontrado que estudiantes que pueden programar en Alice se enfrentan a posteriori con dificultades a la hora de introducirse en un lenguaje de programación tradicional que usa editor de texto (para la sintaxis). En un posible itinerario de aprendizaje, así como Scratch es el paso previo natural a Alice por su sencillez de uso, Greenfoot puede ser de utilidad a la hora de afrontar la transición a un lenguaje de programación orientada a objetos en un entorno de desarrollo con editor de texto. Greenfoot mantiene el atractivo visual y amigabilidad del entorno, así como la orientación a la realización de -entre otras cosas- videojuegos.
En estudios realizados en el Ithaca College y en Saint Joseph's University, las notas medias de estudiantes sin experiencia de programación y en su primer curso de informática subieron de suficiente a notable y su retención del 47% al 88%.

## Alice 3.1
La nueva versión de Alice está creada en combinación con Electronic Arts y utiliza los modelos de personajes de The Sims 2. El lanzamiento de la versión alfa se realizó en el otoño de 2008, seguido por la beta en la primavera de 2009.